# Na domácí frontě (Star Trek: Stanice Deep Space Nine)
Na domácí frontě (v anglickém originále Homefront) je v pořadí jedenáctá epizoda čtvrté sezóny seriálu Star Trek: Stanice Deep Space Nine. Ačkoliv se nejedná o dvojdílnou epizodu, na tento díl přímo navazuje epizoda „Ztracený ráj“.

## Příběh
Červí díra do Gamma kvadrantu se samovolně a často otevírá, což je velení stanice Deep Space Nine podezřelé. Benjamin Sisko vzápětí obdrží zprávu od bezpečnosti Flotily. Při schůzce mezi Federací a Romulany v Antverpách byl spáchán atentát, kterému podlehlo 27 osob včetně tholianského pozorovatele. Nic podobného se na Zemi nestalo již víc než 100 let. Důvodem, proč byl záznam incidentu poslán na stanici Deep Space Nine je ten, že se těsně před explozí objevil měňavec. Sisko se jako největší odborník na měňavce chystá na Zem a spolu s ním cestují Odo a Jake Sisko. Příjemným zpestřením pobytu na Zemi bude návštěva Josepha Siska, Benjaminova otce, který v New Orleans vlastní restauraci.
Po přistání se Sisko a Odo setkávají s admirálem Leytonem a komandérem Benteenovou. Sisko a Leyton se dobře znají, oba spolu sloužili na USS Okinava, v té době byl Leyton kapitán a Sisko první důstojník. Admirál jmenuje překvapeného Siska výkonným velitelem bezpečnosti Flotily na Zemi. V New Orleans se setkají Ben, Joseph, Jake a později také Nog, který je již kadetem Akademie Hvězdné flotily. Mladý Fereng je trochu nespokojený, protože se k němu ostatní chovají odměřeně. Také by se chtěl stát členem Rudé čety, elitní skupiny, která má zvláštní výcvik. Leyton a Sisko se osobně setkají s prezidentem Jareshem-Inyou, aby mu prezentovali návrhy na obranu před infiltrací Dominionem, které připravili. Prezident to chápe, ale je proti krevním testům a phaserům, jež se na stanici Deep Space Nine osvědčily. Sisko jako důkaz, jak je situace vážná, použije Oda, který se před šokovaným prezidentem přemění z malého kufříku do humanoidní podoby. Argumenty jsou přesvědčivé a Jaresh-Inya opatření schválí, i když má obavy, aby to neznamenalo nástup diktatury. Odo na sebe vezme podobu racka, aby si z výšky prohlédl San Francisco. Při návratu potká Leytona a Benteenovou, ale admirál se chová odtažitě. Odo z něj vycítí nepřátelství a zastoupí mu cestu, ale z Leytona se stane měňavec, odstrčí Oda a v podobě racka uletí. Přijatá bezpečnostní opatření evidentně nejsou účinná, ale Leyton je k jejich dalšímu zpřísnění skeptický, protože prezident Jaresh-Inya podle něj není dostatečně důrazný. Sisko pak musí řešit další problém: činitelé Flotily a jejich příbuzní se musí podrobit krevnímu testu, což odmítá jeho otec splnit a hrozí mu vězení. Benjamin a Joseph se pak pohádají, načež starší Sisko dostane lehký infarkt. Benjaminovi se celá situace přestává líbit.
Celý pozemský systém rozvodu energie vypadne, což ovlivní i nouzové systémy Flotily. Podle Leytona jde o další sabotáž: bez energie nefungují senzory, transportéry, obranná stanoviště, takže Země je bezbranná. S pomocí transportérů lodě USS Lakota se Sisko, Odo a Leyton přesunou do prezidentovy kanceláře, kde mu Benjamin navrhne vyhlášení výjimečného stavu. Pro invazi měňavců hovoří i fakt, že se červí díra u stanice Deep Space Nine neustále otevírala, což by mohlo signalizovat přesun maskovaných jednotek. Prezident pod tlakem informací nemá jinou možnost a vyhlásí stanné právo.